# Jürgen Mehlhorn

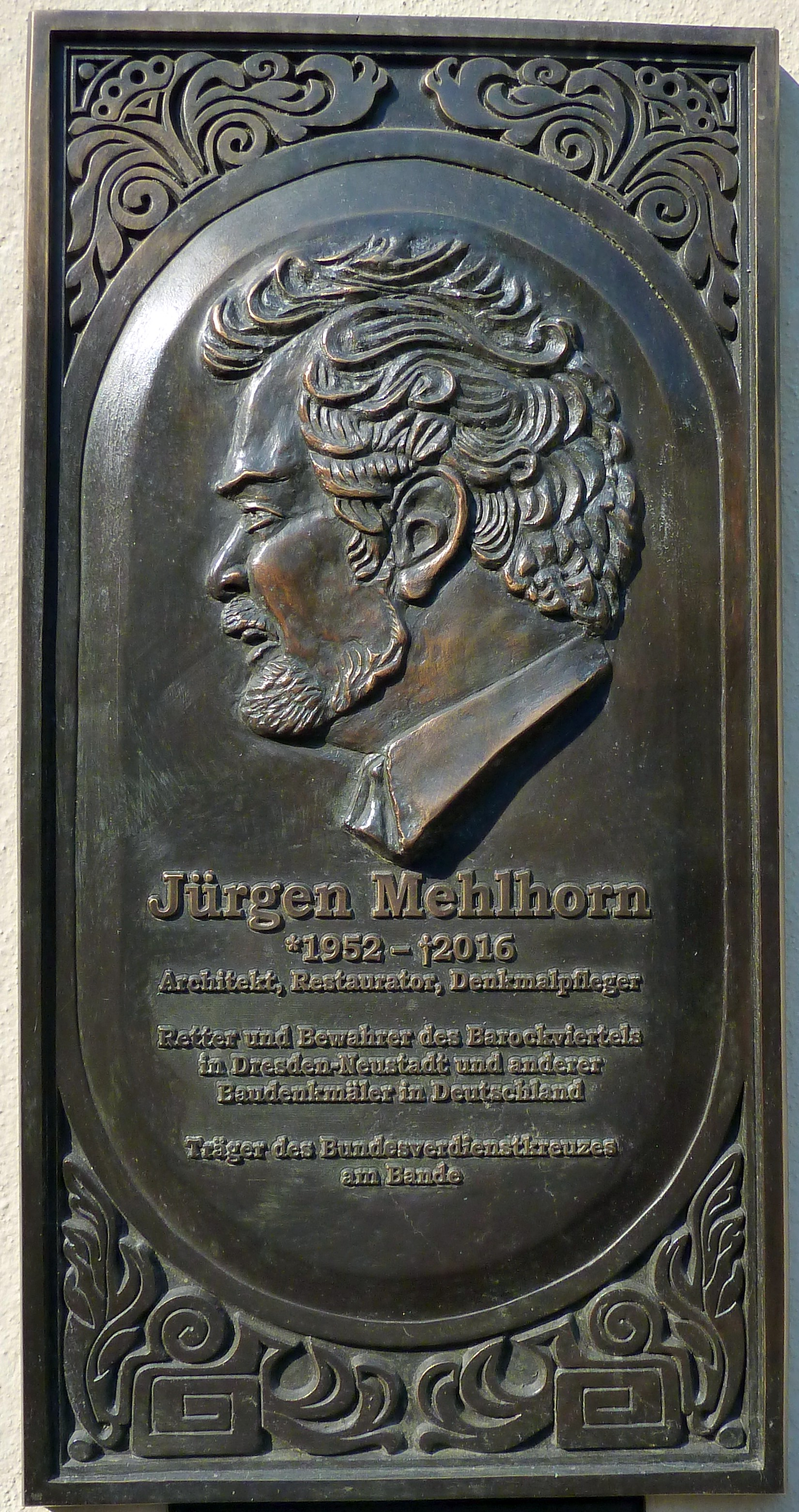
Plakette für Jürgen Mehlhorn am Societaetstheater

Jürgen Mehlhorn (* 31. März 1952; † 9. August 2016) war ein deutscher Architekt und Denkmalschützer.

## Leben und Wirken

### Ausbildung und Beruf
Mehlhorn studierte von 1972 bis 1976 Architektur an der Technischen Universität Dresden. 1986 absolvierte er ein Aufbaustudium Restaurierung an der Hochschule für Bildende Künste Dresden.
Seit Ende der 1970er Jahre begleitete Mehlhorn als junger bauleitender Architekt im Büro des Dresdner Stadtarchitekten wissenschaftlich und restauratorisch die Wiederherstellung der dortigen Straße der Befreiung (der heutigen Hauptstraße). Deren damals marode und verunstaltete historische Bausubstanz ließ er sehr aufwändig in ihren ursprünglichen Zustand zurückversetzen. Auch in der benachbarten Königstraße und der Rähnitzgasse restaurierte er kostbare Bürgerhäuser.
Mehlhorn setzte sich auch für den Wiederaufbau des Dresdner Neumarktes ein. Schon vor der Wende befasste er sich mit dem inzwischen wieder aufgebauten Quartier VIII zwischen der Schlossstraße und dem Johanneum, dessen hohe Zahl an Rekonstruktionen auch auf sein Wirken zurückgeht.
Auch über Dresden hinaus engagierte sich Mehlhorn für Baudenkmäler unter anderem in Pirna, Görlitz (Schönhof), Freiberg, Grimma und Leipzig.

### Wirken am Denkmal Societaetstheater und im Barock-Viertel Dresdens

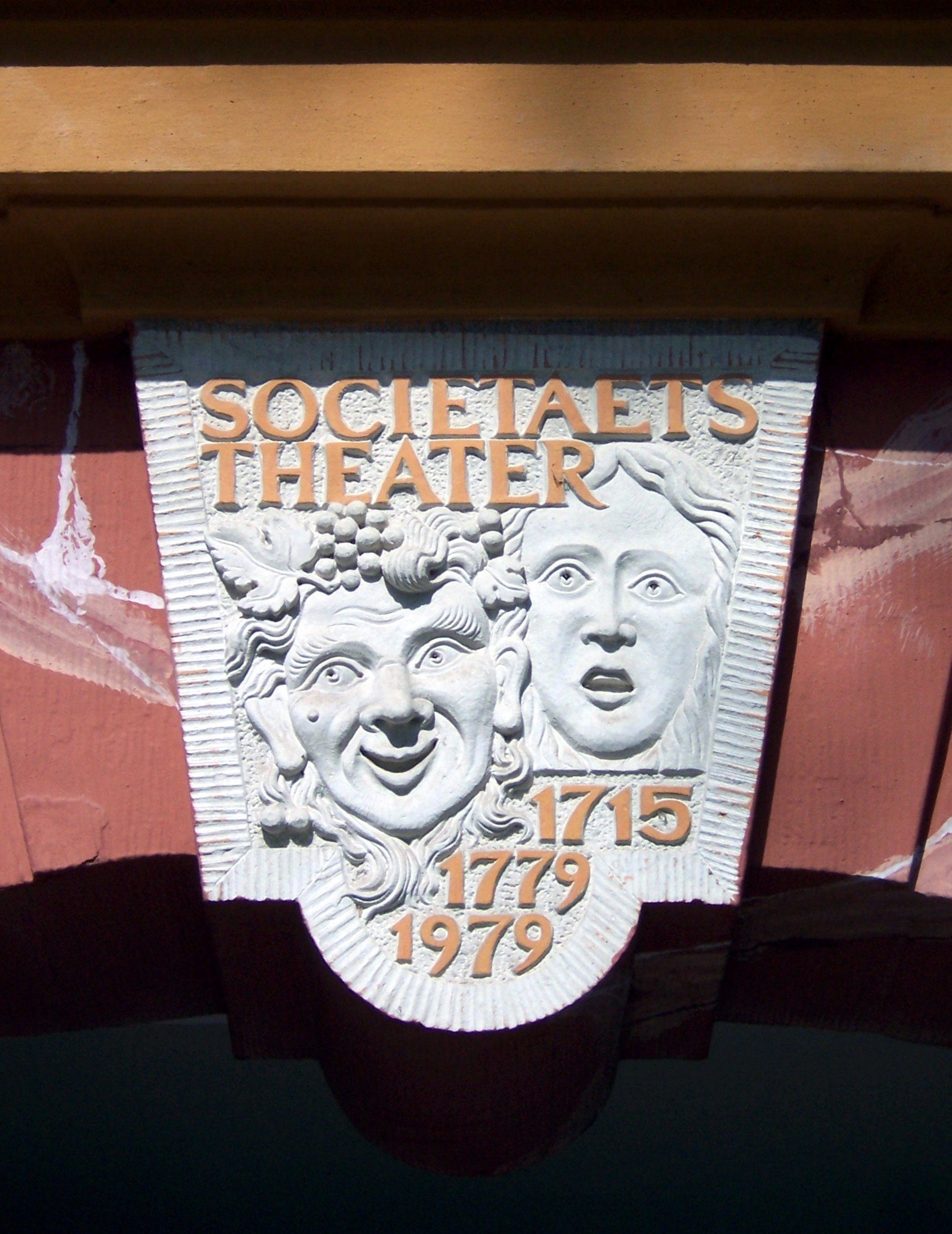
Schlussstein Mehlhorns am Societaetstheater

Die Restaurierung des Societaetstheaters zwischen Hauptstraße und Königstraße und des zugehörigen Barockgartens geht ebenfalls auf Mehlhorn zurück. Das 1776 gegründete Societaetstheater ist das älteste, durch bürgerschaftliches Engagement getragene Theater Dresdens. Das Theater musste 1832 aus finanziellen, sozialen und politischen Gründen geschlossen werden. Das Gebäude wurde anderweitig genutzt und verfiel ab 1945. Dringend erforderliche Reparaturen blieben in den 1950er- und 1960er-Jahren aus. Seit den 1970er-Jahren stand das Gebäude leer. Pläne der Entkernung des Hauses und des anschließenden Abrisses wurden während des Wiederaufbaus der Straße der Befreiung (spätere Hauptstraße) ab 1978 nicht umgesetzt. Mehlhorn hatte maßgeblichen Anteil am Erhalt des Gebäudes.
Er war mit der Rekonstruktion der alten Bürgerhäuser an der Hauptstraße und damit zugleich auch mit der des alten Societaets-Anwesens betraut worden. Mehlhorn hatte sich bereits als Student mit dem verfallenen Gebäude beschäftigt und nutzte es nun als Lagerraum für Baumaterialien. Für die Fassade des Vorderhauses Straße der Befreiung 19 (spätere Hauptstraße 19) entwarf er 1979 einen Torschlussstein, der zwei Larven mit der Aufschrift Societaetstheater 1715 1779 1979 zeigt. Im Jahr 1985 wurde das Gebäude in die Denkmalliste der DDR aufgenommen. Größere Sicherungsarbeiten erfolgten im Herbst 1989. 1999 konnte der Theaterbetrieb wieder aufgenommen werden.

## Würdigungen

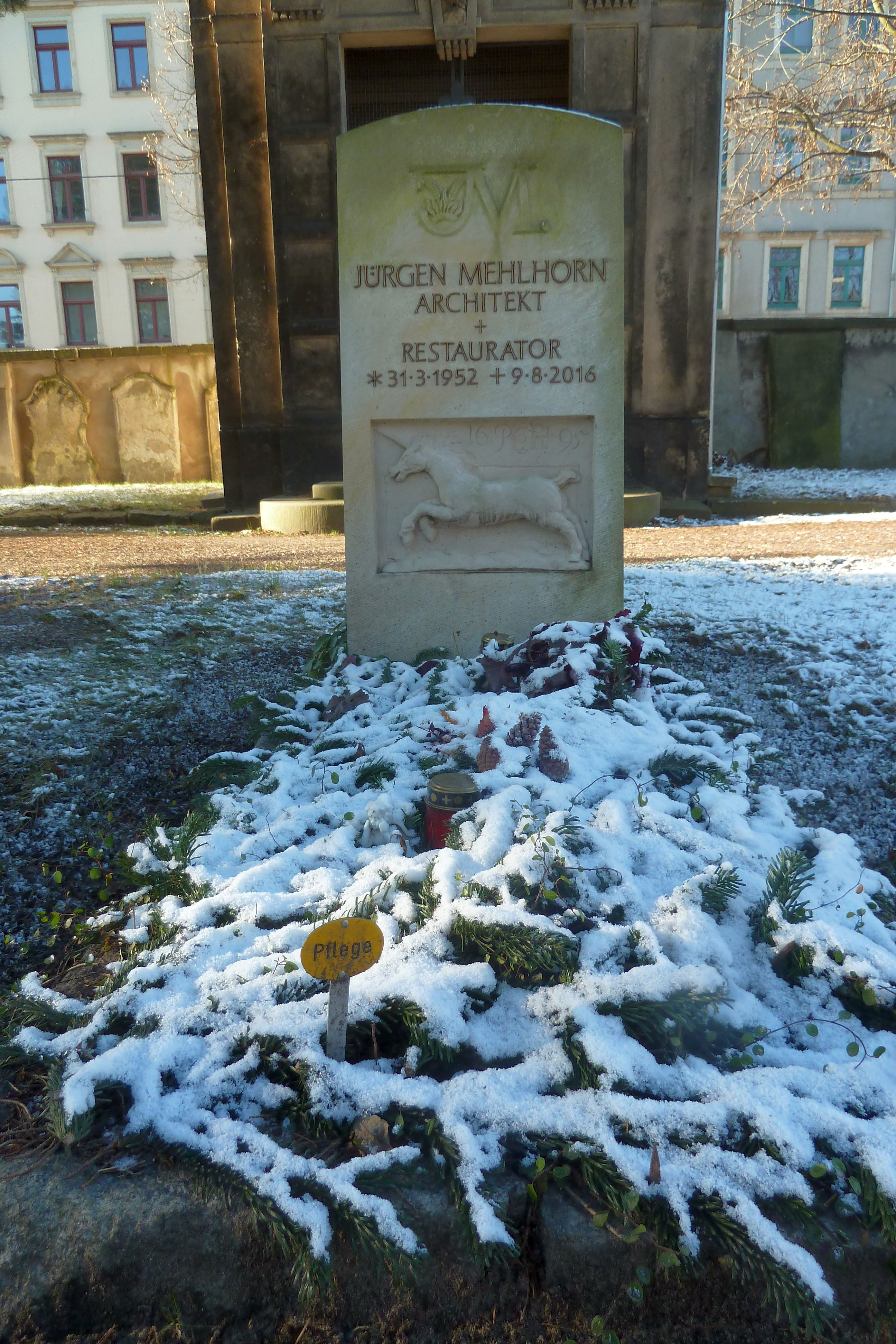
Grab Mehlhorns

Im Mai 1981 erhielt ein Architekten-Kollektiv unter Leitung von Mehlhorn einen ersten Preis im Wettbewerb für die besten architektonischen Arbeiten der DDR für die Rekonstruktion historischer Bauten in der Straße der Befreiung in Dresden. Initiator des Preises war die Zeitschrift Architektur der DDR.
In einem Wettbewerb um die Neugestaltung des Neumarkts 1984 erzielte Mehlhorn zusammen mit seinem Architektenkollektiv Manfred Wagner und Christine Emmrich einem vierten Preis. Ebenfalls einen vierten Platz erreichte Mehlhorn 1993 zusammen mit Stefan Hähnel bei einem Wettbewerb um die Neugestaltung des Dresdner Regierungsviertels.
Für sein Lebenswerk bekam Mehlhorn 2001 das Bundesverdienstkreuz am Bande verliehen.
Mehlhorn starb am 9. August 2016 und wurde auf dem Inneren Neustädter Friedhof beigesetzt.
Die Dresdner Neuesten Nachrichten schrieben Mehlhorn in einem Nachruf 2016 zu, dass er „mit Fug und Recht als Retter der Inneren Neustadt bezeichnet werden“ kann.